# Pirkanmaa
Pirkanmaa ou, em português, Bircária (sueco: Birkaland) é uma  região da Finlândia localizada na província de Finlândia Ocidental, sua capital é a cidade de Tampere. Possui 515 mil habitantes.

## Municípios
A região de Pirkanmaa está dividida em 28 municípios (população em 31 de agosto de 2006 entre parênteses):
| 1. Akaa* (13 894) 2. Hämeenkyrö (10 215) 3. Ikaalinen* (7 543) 4. Juupajoki (2 211) 5. Kangasala* (27 092) 6. Kihniö (2 332) 7. Lempäälä (18 494) 8. Mänttä-Vilppula* (6 481) 9. Nokia* (29 557) 10. Orivesi* (8 893) 11. Pälkäne (6 918) 12. Parkano* (7 301) 13. Pirkkala (15 223) 14. Punkalaidun (3 425) 15. Ruovesi (5 352) 16. Sastamala (24.474) 17. Tampere* (205 541) 18. Urjala (5 573) 19. Valkeakoski* (20 336) 20. Vesilahti (3 910) 21. Virrat* (7 778) 22. Ylöjärvi* (25 530) | Die Städte und Gemeinden von Pirkanmaa |

Nota:* Municípios com status de cidade.